# Maxmo
Maxmo (Maksamaa en finnois) est une ancienne municipalité de l'ouest de la Finlande, sur la côte du Golfe de Botnie, dans la région d'Ostrobotnie. Elle a fusionné le 1er janvier 2007 avec sa voisine Vörå, prenant le nom de Vörå-Maxmo, Vöyri-Maksamaa en finnois.
La commune comportait une petite partie continentale et de nombreuses îles. Les îles extérieures ont été récemment classées au patrimoine mondial de l'UNESCO, en tant que partie de l'Archipel de Kvarken.
En raison du faible relief et de l'isostasie, maximale dans cette partie du Golfe de Botnie, Maxmo gagne environ 8 hectares de terres sur la mer chaque année.
Comme toutes les municipalités de la région, elle comptait une large majorité de suédophone. Cependant, comme dans la plupart des autres villages dans ce cas, les mouvements de population et la proximité de Vaasa (30 km par la nationale 8) ont conduit certains finnois à s'y installer et le pourcentage de suédophones a diminué mécaniquement. La commune est devenue officiellement bilingue en 2004 et l'actuelle commune fusionnée est également bilingue.
Elle était avant sa disparition entourée par les municipalités de Korsholm à l'ouest, Oravais à l'est et Vörå au sud. Maxmo était d'ailleurs issue d'une scission avec Vörå en 1872, avant de se regrouper de nouveau en 2007.